# Francia (ort)
Francia är en ort i Honduras.   Den ligger i departementet Departamento de Colón, i den nordöstra delen av landet, 260 km nordost om huvudstaden Tegucigalpa. Francia ligger 4 meter över havet och antalet invånare är 1 331.
Terrängen runt Francia är platt norrut, men söderut är den kuperad. Havet är nära Francia åt nordost. Runt Francia är det glesbefolkat, med 10 invånare per kvadratkilometer. Närmaste större samhälle är Bonito Oriental, 19,8 km sydväst om Francia. 